# Shéhérazade (chanteuse)
Şehrazat (de son vrai nom Şehrazat Kemali Söylemezoğlu) est une auteur-compositeur-interprète et chanteuse d'origine turque née le 3 septembre 1952 à Ankara, Turquie. Elle s'est d'abord fait connaître grâce à son titre LP 1981-Disque phonographique. Elle est aussi femme d'affaires et producteur de musique. Elle était la fille aînée du mining magnate Siham Kemali Söylemezoğlu et de la célèbre jazz star turque Sevinç Tevs.